# سیارک ۱۹۸۷۰۰
سیارک ۱۹۸۷۰۰ (به انگلیسی: 198700 Nataliegrunewald، نامگذاری:2005CM25) صد و نود و هشت هزار و هفتصدمین سیارک کشف شده‌است که در ۵ فوریه ۲۰۰۵ کشف شد.